# Marek Střeštík
Marek Střeštík (ur. 1 lutego 1987 w Komárnie) – czeski piłkarz węgierskiego pochodzenia, występujący na pozycji ofensywnego pomocnika. Jednokrotny seniorski reprezentant Czech, srebrny medalista mistrzostw świata w piłce nożnej do lat 20. w 2007.
Urodzony w słowackim Komárnie, dlatego po rozpadzie Czechosłowacji, otrzymał również obywatelstwo słowackie. Jego ojciec jest Czechem, a matka Węgierką. Mówi płynnie po czesku, niemiecku, słowacku i węgiersku.

## Sukcesy

### Klubowe
Sparta Praga
- Mistrzostwo Czech: 2009/2010

Győri ETO
- Mistrzostwo Węgier: 2012/2013

### Reprezentacyjne
Czechy U-20
- Mistrzostwo świata: 2007